# Ukłon

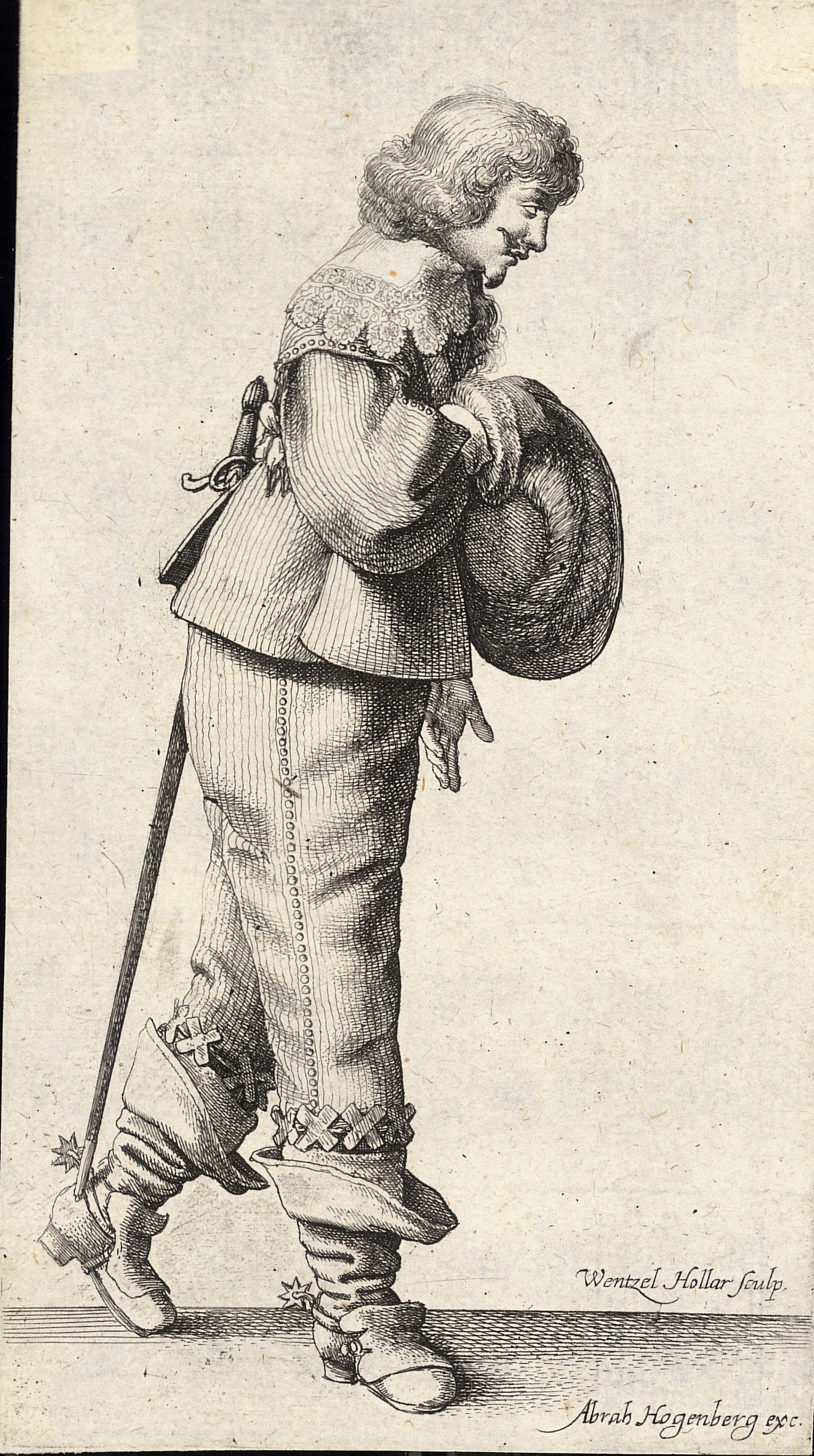
Ukłon powitalny szlachcica - XVII w.

Ukłon – wizualna część przywitania i oddania honorów drugiej osobie. Jest powszechnie zrozumiałym gestem, wykonanym, poprzez pochylenie głowy, oraz części tułowia, do przodu, w kierunku osoby witanej. Często ukłon, jest połączony z wyciągnięciem dłoni do osoby witanej, celem wzajemnego uściśnięcia.
Istnieje bogata różnorodność ukłonów, w zależności od tradycji danego kraju i jego kultury.